# LEGO Star Wars: The Force Awakens
LEGO Star Wars: The Force Awakens is een computerspel uit 2016 gebaseerd op het speelgoed van LEGO en de Star Wars film The Force Awakens van regisseur J.J. Abrams. 
Het spel werd ontwikkeld door TT Fusion, een dochteronderneming van het Britse Traveller's Tales, en werd tegelijk uitgebracht voor iOS, Microsoft Windows, PlayStation 3, PlayStation 4, PlayStation Vita, Wii U, Nintendo 3DS, Xbox 360 en Xbox One op 28 juni 2016 in Europa en de Verenigde Staten. De OS X-versie werd wereldwijd op 30 juni 2016 uitgebracht. 

## Gameplay
De gameplay van deze game is voor het grootste deel gelijkaardig aan de voorgaande Lego-games. In het spel zitten meer dan 200 speelbare personages, waaronder Rey, Finn, Han Solo en BB-8. In het spel zitten niet alleen levels die gebaseerd zijn op scènes uit de films, maar ook levels die gebaseerd zijn op verhalen die zich afspelen tussen Return of the Jedi en The Force Awakens.

## Ontwikkeling
Lego Star Wars: The Force Awakens werd officieel aangekondigd op 2 februari 2016. De stemmen van de voornaamste Lego Star Wars figuren, zijn ingesproken door de originele acteurs uit de film, waaronder Harrison Ford, Daisy Ridley en John Boyega.

## Ontvangst
Het spel werd door de critici gematigd tot positief onthaald.
| Beoordeeld door | Jaar | Platform | Score  |
| --------------- | ---- | -------- | ------ |
| IGN             | 2016 | PS4      | 9/10   |
| XGN             | 2016 | PS4      | 9/10   |
| Metacritic      | 2016 | PS4      | 78/100 |
| Express         | 2016 | PS4      | 4/5    |
| PC Gamer        | 2016 | PC       | 64/100 |
| Gamesradar      | 2016 | PS4      | 2.5/5  |
| PSX-Sense       | 2016 | PS4      | 8.5/10 |